# 亨普島
亨普島（英語：Hump Island）是南極洲的島嶼，位於麥克羅伯特森地，處於霍姆灣，根據挪威探險隊拍攝的空中照片繪入地圖，現時由南極條約體系管理。